# Gustave Ernest Polonceau
Pour les articles homonymes, voir Polonceau.
Gustave Ernest Polonceau, né le 3 mars 1832 à Versailles et mort le 11 avril 1900 à Viry-Châtillon, est un ingénieur français.
Fils de Jean-Armand Polonceau et neveu d'Antoine-Rémy Polonceau, il est le cousin germain et beau-frère de  Jean-Barthélémy Camille Polonceau.
C'est le 22 août 1859 qu'il dépose un brevet d'invention pour perfectionner les locomotives à vapeur afin de leur permettre de passer dans les courbes de petits rayons.

## Repères biographiques
- 1854 : Diplômé de l'École des mines, il entre à la Compagnie d'Orléans sous les ordres de son cousin germain Camille Polonceau, comme ouvrier monteur aux ateliers d'Ivry, puis élève machiniste au dépôt d'Ivry.
- 1855 : Machiniste de quatrième classe au dépôt d'Ivry, puis machiniste de troisième classe au dépôt d'Ivry.
- 1856 : Sous-chef de dépôt.
- 1858 : Inspecteur de traction à Tours, ensuite ingénieur sous-chef de traction à Bordeaux, puis à Tours jusqu'au 1er mai 1870.
- 1870 : Appelé sous les ordres de M. Cézanne comme inspecteur en chef à la Société impériale des chemins de fer de la Turquie d'Europe à Constantinople.
- 1872 : Directeur du service du matériel et de la traction, et de l'Économat des chemins de fer roumains, à Bucarest, puis sous-directeur de l'exploitation, chef du service du matériel et de la traction de la Société autrichienne IRP des chemins de fer de l'État, à Vienne en Autriche.
- 1877 : Directeur du matériel et de la traction de la Société autrichienne IRP des chemins de fer de l'État à Vienne.
- 1882 : Directeur du matériel et des ateliers des deux réseaux et du service de la traction du réseau autrichien, membre du Comité de direction de Vienne et de Budapest, membre du Comité de direction.
- 1885 : Ingénieur en chef du matériel et de la traction du chemin de fer d'Orléans, à Paris.
- 1886 : Membre de la Commission centrale des machines a vapeur, et de celle instituée par le Ministre des travaux publics pour rechercher les moyens d'assurer aux voyageurs en chemin de fer de nouvelles garanties de sécurité.
- 1888 : Vice-président de la Société des ingénieurs civils de France.
- 1891 : Président de la Société des ingénieurs civils.
- 1897 : Membre du Comité d'Admission de l'Exposition Universelle de 1900.

## Monographies
- « Les nouvelles machines à vapeur à l'exposition universelle de 1889 »
- « Chemins secondaires. Note sur quelques dispositions concernant la ... »
- « La locomotive compound »